# Богослов (Ярославский район)
Богослов — село в Ивняковском сельском поселении Ярославского района Ярославской области.

## География
Село расположено в 22 километрах от Ярославля на правом берегу реки Пахма. В непосредственной близости протекает эта же река.

## История
В 2006 году село вошло в состав Ивняковского сельского поселения образованного в результате слияния Ивняковского и Бекреневского сельсоветов.

## Население
| 1859 | 1989 | 2002 | 2007 | 2010 |
| ---- | ---- | ---- | ---- | ---- |
| 14   | ↗69  | ↗107 | ↘82  | ↗100 |

### Историческая численность населения
По состоянию на 1859 год в селе было 5 домов и проживало 14 человек.
По состоянию на 1989 год в селе проживало 69 человек.

### Национальный и гендерный состав
Согласно результатам переписи 2002 года, в национальной структуре населения русские составляли 94 % из 107 чел., из них 56 мужчин, 51 женщина.
Согласно результатам переписи 2010 года население составляют 47 мужчин и 53 женщины.

## Инфраструктура
Основа экономики — личное подсобное хозяйство. В селе имеется таксофон (около дома №3), продуктовый магазин, действующий животноводческий комплекс (ферма).
В советское время существовала школа.
Почтовое отделение №150507, расположенное в посёлке Ивняки, на март 2022 года обслуживает в деревне 40 домов.

## Достопримечательности
- Церковь Смоленской иконы Божией Матери в Богослове (1807)[10]

## Транспорт
Богослов расположен рядом с автодорогой 78Н-0977 «Карачиха – Ширинье». 
В непосредственной близости находится остановка «Богослов», через которую проходят маршруты №№ 154 Ярославль-Главный — Ширинье, 154К Ярославль-Главный — Ширинье (через Курбу).